# Hamadryas amphichloe
Espèce
Hamadryas amphichloe, le Claqueur ou Klaké est une espèce de lépidoptères (papillons) de la famille des Nymphalidae et de la sous-famille des Biblidinae et du genre Hamadryas.

## Dénomination
Hamadryas amphichloe a été décrit par Jean-Baptiste Alphonse Dechauffour de Boisduval en 1870 sous le nom initial d'Ageronia amphichloe.

### Nom vernaculaire
Hamadryas amphichloe se nomme Claqueur ou Klaké en français, Pale Cracker ou Boisduval's Cracker en anglais (Caribbean Cracker pour Hamadryas amphichloe diasia),,,. Ce nom fait référence aux claquements secs qu'ils produisent en vol avec leurs ailes.

## Sous-espèces
- Hamadryas amphichloe amphichloe ; présent en Équateur
- Hamadryas amphichloe diasia (Fruhstorfer, 1916) ; présent à Cuba, en République dominicaine et aux Antilles.
- Hamadryas amphichloe ferox (Staudinger, 1886) : présent au Mexique, au Venezuela, en Équateur.
- Hamadryas amphichloe lamasi Jenkins, 1983 : présent au Pérou.

## Description
Hamadryas amphichloe est un grand papillon d'une envergure de 65 mm (à la Guadeloupe) à 86 mm qui présente un dessus taché de gris de blanc et d'ocre avec une ligne submarginale d'ocelles discrets aux ailes antérieures, gros et bien visibles aux ailes postérieures. Posé sur un tronc toujours le tête en bas il présente les mêmes marbrures que l'écorce ce qui le rend pratiquement invisible.

### Chenille
Un œuf blanc donne naissance à une chenille verte à tête noire qui développe de grandes épines.

## Biologie
Hamadryas amphichloe vole toute l'année en plusieurs générations.

### Plantes hôtes
Les plantes hôtes de sa chenille sont des Euphorbiaceae (Dalechampia)

## Écologie et distribution
Hamadryas amphichloe est présent aux USA dans le sud de la Floride, au Mexique, au Venezuela, en Équateur, en Colombie, au Pérou, à Cuba, à Haïti, en République dominicaine et aux Antilles,. À la Guadeloupe il est présent à Grande Terre et à Basse Terre.

### Protection
Pas de statut de protection particulier.

## Philatélie
Ce papillon figure sur une émission de Cuba de 1982 (valeur faciale : 30 c.).